# Сент-Клер (округ, Мічиган)
Шаблон:StateAbbr_ 42°56′ пн. ш. 82°40′ зх. д. / 42.93° пн. ш. 82.67° зх. д.
Округ  Сент-Клер (англ. St. Clair County) — округ (графство) у штаті Мічиган, США. Ідентифікатор округу 26147.

## Демографія
За даними перепису 
2000 року 
загальне населення округу становило 164235 осіб, зокрема міського населення було 102137, а сільського — 62098.
Серед мешканців округу чоловіків було 80914, а жінок — 83321. В окрузі було 62072 домогосподарства, 44631 родин, які мешкали в 67107 будинках.
Середній розмір родини становив 3,09.
Віковий розподіл населення поданий у таблиці:
| Стать    | До 15 років | 15-21 | 22-29 | 30-39 | 40-49 | 50-65 | 65-85 | Понад 85 |
| -------- | ----------- | ----- | ----- | ----- | ----- | ----- | ----- | -------- |
| Чоловіки | 18580       | 7982  | 7332  | 12776 | 13155 | 12805 | 7629  | 655      |
| Жінки    | 17759       | 7528  | 7373  | 12895 | 13191 | 12771 | 10062 | 1742     |

## Суміжні округи
- Сенілак — північ
- Ламбтон, Онтаріо, Канада — схід
- Маком — південь
- Лапір — захід

## Виноски
1. ↑  U.S. Decennial Census. United States Census Bureau. Процитовано 28 вересня 2014.
2. ↑  Historical Census Browser. University of Virginia Library. Архів оригіналу за 11 серпня 2012. Процитовано 28 вересня 2014.
3. ↑  Population of Counties by Decennial Census: 1900 to 1990. United States Census Bureau. Процитовано 28 вересня 2014.
4. ↑  Census 2000 PHC-T-4. Ranking Tables for Counties: 1990 and 2000 (PDF). United States Census Bureau. Процитовано 28 вересня 2014.
5. ↑  State & County QuickFacts. United States Census Bureau. Архів оригіналу за 6 червня 2011. Процитовано 29 серпня 2013. [Архівовано 2011-06-06 у Wayback Machine.](англ.) Наведено за англійською вікіпедією.
6. ↑  American FactFinder. Бюро перепису населення США. Архів оригіналу за 26 лютого 2012. Процитовано 31 січня 2008. [Архівовано 2008-05-21 у Wayback Machine.]

| США | Це незавершена стаття з географії США. Ви можете допомогти проєкту, виправивши або дописавши її. |